# Hamar Arbeiderblad
Hamar Arbeiderblad (ofte kaldet lokalt "HA") er lokalavis udgivet i Hamar, Norge af Hamar Media. HA var en af de første aviser, der placerede internetudgaven af en avis bag en betalingsvæg. Adgang til internetudgaven er gratis for årlige abonnenter på den trykte udgave. Adgang til internetudgaven koster det samme som den trykte udgave.

## Eksterne links
- Hamar Arbeiderblad AS

1. ↑  Navnet er anført på bokmål og stammer fra Wikidata hvor navnet endnu ikke findes på dansk.